# Ninkasi Musik Lab
Ninkasi Musik Lab est une association lancée en 2016 par la brasserie lyonnaise Ninkasi ayant pour objectif d'aider au développement de jeunes groupes de musique issus de la région.

## Projet
Le but est de repérer des groupes de musique locaux et de les accompagner pendant un an afin de les aider à créer et à jouer devant un public. Contrairement à d'autres tremplins, les artistes sélectionnés sont rémunérés pour leurs prestations. Pour participer, les groupes doivent déposer une maquette audio et disposer d'un répertoire de compositions originales d'au moins 45 minutes. Les groupes sont ensuite sélectionnés par un jury de professionnels issus du secteur de la musique et par le public lors d'une phase de présélection. Pour accompagner les groupes, le Ninkasi leur met à disposition des lieux de travail, leur offre des formations, ils sont aussi suivis par des accompagnateurs et des coachs et ont des résidences artistiques.
Durant la saison, qui se déroule de décembre à mai, il y a plusieurs soirées où vont jouer les groupes. Puis une soirée de clôture où se produisent les finalistes de la saison. Le grand prix du jury est accordé à l'un d'entre eux. Cette récompense lui permet d'avoir un accompagnement supplémentaire d'une valeur de 5.000€.

## Historique
L'association Ninkasi Musik Lab est créée le 17 décembre 2015 par Christophe Moulin, directeur de la branche musicale du Ninkasi,,. À partir de 2018, Fabien Hyvernaud succède à Christophe Moulin et prend donc la tête de l'association,.
En 2019, Ninkasi créé un fonds de dotation pour la musique, reversant 1 % de son chiffre d'affaires sur les bières bouteilles et 0,5 % de tout ce qui est consommé dans les différentes enseignes de la brasserie. Ce fonds sert à financer en partie le Ninkasi Musik Lab.

## Promotions

### Promo 2016/2017
Dès la première année, l'association reçoit 160 candidatures. Sept groupes sont sélectionnés par le jury et trois par le public. Il y a cinq soirées de concerts où jouent deux groupes issus de la sélection et un groupe venant du labo du département musiques actuelles du Conservatoire de Lyon.
- Ninkasi Musik Lab #1 : 22 novembre avec Green Daddy, Snakes Crew et Madly Wise[11]
- Ninkasi Musik Lab #2 : 16 décembre avec Luje et Fat Loads[12]
- Ninkasi Musik Lab #3 : 24 janvier 2017 avec From Kitten to Lions, Grandepolis et Phylemon[13]
- Ninkasi Musik Lab #4 : ??? avec Two Faces et...
- Ninkasi Musik Lab #5 : 21 mars Seth XVI et Oops Darling[14]

La soirée de clôture se tient le 11 mai 2017 avec Luje, Two Faces, Snakes Crew, Seth XVI et Green Daddy. Après délibération, le jury décerne deux prix, au lieu d'un, à Seth XVI et Two Faces.

### Promo 2017/2018
Pour la saison 2017/2018, près de 150 groupes ont déposé leur candidature. Pour cette deuxième édition, la formule évolue. Le jury choisit maintenant neuf projets, contre sept l'année précédente, ce qui amène le nombre d'artistes à douze. Landing Aloud , L’Officier Zen et Strivers sont sélectionnés par le public et Louise Combier, Texas Menthol, Lake Folks, August, 228k, Razz, Kikesa, Comme John et Hiver Pool par le Jury.
- Ninkasi Musik Lab #1 : 21 novembre 2017 avec Landing Aloud et L'Officier Zen[17].
- Ninkasi Musik Lab #2 : 30 janvier 2018 avec Lake Folks et Hiver Pool[18].
- Ninkasi Musik Lab #3 : 27 février 2018 avec 228K et Texas Menthol[18].
- Ninkasi Musik Lab #4 : 27 mars 2018 avec Louise Combier et Comme John[19].
- Ninkasi Musik Lab #5 : 11 avril 2018 avec Strivers et August qui jouent au Fil de Saint-Etienne le 11 avril[20].
- Ninkasi Musik Lab #6 : 18 avril 2018 avec Razz et Kikesa[21].

La soirée de clôture a lieu le 16 mai avec Razz, Kikesa, 228k, Louise Combier et Lake Folks. Kikesa remporte le prix du jury.

### Promo 2018/2019
Pour la saison 2018/2019, l'association reçoit 189 candidatures. Pour cette troisième édition, la formule évolue encore. Le nombre de finalistes à la soirée de clôture passe à trois.
- Ninkasi Musik Lab #1 : 4 décembre 2018 avec Cramble, Brume et TV Party
- Ninkasi Musik Lab #2 : 8 janvier 2019 avec Effigie, Micromega et Ponta Preta
- Ninkasi Musik Lab #3 : 5 février 2019 avec Bear’s Towers, Zacharie et The Mood’s Trip
- Ninkasi Musik Lab #4 : CMK, 2019 Blade et Wandering Stream[25]

La soirée de clôture, intitulée « Best of the Lab », a lieu le 15 mai 2019 avec Claire Days, Effigie et Ponta Preta. Ce sont ces derniers qui remportent le prix du jury.

### Promo 2019/2020
Pour la saison 2019/2020, l'association a reçu 330 candidatures.
- Ninkasi Musik Lab #1 : 3 décembre 2019 avec Ganache, The Mogs et Rouuge
- Ninkasi Musik Lab #2 : 7 janvier 2020 avec Resca, Gyslain. N et Diversgens
- Ninkasi Musik Lab #3 : 4 février 2020 avec Arche, Pratos et Mountain Mountain
- Ninkasi Musik Lab #4 : 3 mars 2020 avec Gat’ & RIM, Eustache McQueer et Maya Kutsi[27]

La soirée de clôture de cette édition a lieu le 8 septembre 2020 dans le cadre du Festival Ninkasi #2 avec Eustache McQueer, Gyslain.N et Arche. À cause de la pandémie de Covid 19, la soirée se déroule sans public et en livestream. Le prix du jury est attribué à Arche.

### Promo 2020/2021
Pour la saison 2020/2021, l'association a reçu 357 candidatures.
- Ninkasi Musik Lab #1 : 27 janvier 2021 avec Melba, Elina Jones & The Fireflies et Chipo[32]
- Ninkasi Musik Lab #2 : 23 février 2021 avec KLM, Cyrious et Wheobe[33]
- Ninkasi Musik Lab #3 : 24 mars 2021 avec Arabella, TV Sundaze et Venin Carmin[34]
- Ninkasi Musik Lab #4 : 27 avril 2021 avec Melatonin, Argentique, Citron Sucré et Lucile[35]

La soirée de clôture de cette édition a eu le 7 septembre 2021 avec Cyrious, Chipo et TV Sundaze dans le cadre du Festival Ninkasi. Le prix du jury est décerné à Cyrious.

### Promo 2021/2022
Pour la saison 2021/2022, l'association a reçu 621 propositions de candidatures.
- Ninkasi Musik Lab #1 : 25 janvier 2022 avec Quai Bondy, After Geography et Wendy Martinez
- Ninkasi Musik Lab #2 : 22 février 2022 avec Li$on, Spelim, Human Pattern et Eddy Woogy
- Ninkasi Musik Lab #3 : 29 mars 2022 avec Cavale, Pattaya Girls et Blue Orchid
- Ninkasi Musik Lab #4 : 19 avril 2022 avec Kunta, Fontanarosa et Irnini Mons[39]

La soirée de clôture a lieu le 19 octobre 2022. Fontanarosa se voit attribuer le prix du jury.

### Promo 2022/2023
Pour la saison 2022/2023, l'association reçoit 544 candidatures.
- Ninkasi Musik Lab #1 : 17 janvier 2023 avec Send Me Love Letters et Diamond Dog
- Ninkasi Musik Lab #2 : 22 février 2023 avec Gazzel et El Bobby
- Ninkasi Musik Lab #3 : 29 mars 2023 avec The Midnight Computers et Groumpf
- Ninkasi Musik Lab #4 : 26 avril 2023 avec Clark’s Bowling Club et Elle Valenci
- Ninkasi Musik Lab #5 : 24 mai 2023 avec JOUBe, Écran Total[41]

La soirée de clôture a lieu le 4 octobre 2023. Groumpf se voit attribuer le prix du jury.